# All-Pro
El término All-Pro es usado principalmente en el ámbito de la NFL para los mejores jugadores en cada posición durante una temporada. Comenzó como una serie de encuestas de escritores deportivos estadounidenses a principios de la década de 1920. También existe un segundo equipo de All-Pros, el cual denota a los jugadores que quedaron en segundo lugar en cada posición.

## The Sporting News
The Sporting News ha publicado equipos llamados All-Conference desde los años 1950. En 1980 comenzó a escoger un equipo All-Pro, en vez de dos equipos All-Conference. Desde que estos equipos han sido publicados en Total Football: The Official Encyclopedia de la NFL, son reconocidos por la NFL y el Salón de la Fama.

## El equipo All-Pro NFL de Associated Press
El Equipo All-Pro NFL de Associated Press es una selección anual de los mejores jugadores en la NFL por posición, seleccionados por un panel nacional en Estados Unidos de miembros de Associated Press. A diferencia del Pro Bowl, los votos son emitidos para seleccionar a los jugadores más sobresalientes por posición, sin tomar en consideración si el jugador juega en la AFC o la NFC. 
El primer equipo consiste en el mejor o mejores dos jugadores en cada posición; el segundo equipo consiste en los finalistas en cada posición. Un jugador es seleccionado en las posiciones de quarterback, fullback, tight end, centro, punter, place kicker, y kick returner, mientras que son seleccionados dos jugadores en las posiciones de running back, wide receiver, offensive tackle, offensive guard, linebacker externo, linebacker medio/interno, defensive end, defensive tackle, cornerback y safety.
La Associated Press y su equipo es el equipo All-Pro más conocido, debe esto principalmente al hecho de que se ha estado seleccionado este equipo desde los años de 1940.

## Otros equipos All-Pro
La encuesta del equipo All-Pro de UPI también comenzó en los años 1970, escogiendo equipos All-Conference, uno para cada conferencia de la NFL. UPI seleccionó por última vez un equipo en 1996. La Newspaper Enterprise Association comenzó seleccionado equipos All-Pro de 1954 hasta 1996. La Pro Football Writers Association comenzó también con la selección de equipos All-Pro en 1966 y continúa hasta el día de hoy. 

## Fuente
- Esta obra contiene una traducción  derivada de «All-Pro» de Wikipedia en inglés, publicada por sus editores bajo la Licencia de documentación libre de GNU y la Licencia Creative Commons Atribución-CompartirIgual 4.0 Internacional.

- Datos: Q2706900